# Oud-Gereformeerde Gemeenten (1907-1948)
De Oud-Gereformeerde Gemeenten ook bekend als de Boone-gemeenten was een Nederlands kerkgenootschap tussen 1907 en 1948. Het kerkgenootschap ontstond uit de groep Ledeboeriaanse gemeenten die in 1907 niet met de Gereformeerde Gemeenten onder het Kruis samengingen tot de Gereformeerde Gemeenten.

## Ontstaan
Als drijvende kracht achter het ontstaan van de Oud-Gereformeerde Gemeenten wordt Laurens Boone genoemd. Deze van Sint Philipsland afkomstige predikant had bezwaar tegen de vereniging van de Ledeboeriaanse Gemeenten met de Gereformeerde Gemeenten onder het Kruis; hij wenste onder meer de psalmen van Datheen te blijven zingen, iets wat in de Gereformeerde Gemeenten een "keuzemogelijkheid" werd, en verder wilde hij het oude predikantengewaad (kuitbroek, bef en steek) handhaven zoals de Ledeboeriaanse predikanten die droegen. Boone handhaafde het oude Ledeboeriaanse principe van het "vastkleven aan het puin en de fundamenten van de aloude Gereformeerde Kerk in Nederland" (ofwel de Hervormde Kerk van vóór 1816). Op herstel daarvan moest gewacht worden. Een verbintenis met de Gereformeerde Gemeenten onder het Kruis beschouwde hij daarom als de vorming van een kerk naast de kerk. Boone vertrouwde het organisatorische "drijven" van ds. Kersten, die de drijvende kracht achter de samenvoeging was, niet zo en verdacht het initiatief van machtsvertoon in plaats van Godsvreze. Later schijnt Boone overigens getwijfeld te hebben of hij wel apart had moeten blijven en drong hij zelf aan op handhaving van de Dordtse Kerkorde – precies wat Kersten in de beginperiode van de Gereformeerde Gemeenten gedaan had.

## Organisatie
Een vaste kerkordelijke organisatie ontbrak binnen het kerkverband, alleen waren er wel Algemene Vergaderingen. Boone was lange tijd de enige voorganger in de Oud-Gereformeerde Gemeenten en reisde dus veel. Bovendien preekte hij ook in vrije gemeenten, wat in de Gereformeerde Gemeenten onmogelijk geweest zou zijn. Jozias Fraanje, een predikant uit de Gereformeerde Gemeenten, ging echter regelmatig voor in de Oud-Gereformeerde gemeente van Stavenisse, waar Leen Potappel ouderling was.
In 1935 werd ds. W. Blaak, eerst boerenarbeider en later oefenaar, de opvolger van Boone. In de jaren veertig liet Blaak drie medepredikanten toe tot het verband, waaronder ds. M.A. Mieras. In 1948 volgde de samenvoeging met de Federatie van Oud Gereformeerde Gemeenten tot de Oud-Gereformeerde Gemeenten in Nederland.

## Bekende personen
- Leendert Johannes (Leen) Potappel (1882 - 1953) markante ouderling uit Stavenisse.